# Peter Porter
Peter Neville Frederick Porter (16 février 1929-23 avril 2010) est un poète australien basé en Grande-Bretagne.

## Biographie
Porter est né à Brisbane, en Australie, en 1929. Sa mère, Marion, décède d'une rupture de la vésicule biliaire en 1938. Il fait ses études à l'Anglican Church Grammar School (alors connue sous le nom de Church of England Grammar School) et quitte l'école à 18 ans pour travailler comme journaliste stagiaire au Courier-Mail. Cependant, il ne reste qu'un an au journal avant d'être renvoyé. Il émigre en Angleterre en 1951. Sur le bateau, il rencontre la future romancière Jill Neville. Porter est dépeint dans le premier livre de Neville, The Fall Girl (1966). Après deux tentatives de suicide, il retourne à Brisbane. Dix mois plus tard, il est de retour en Angleterre. En 1955, il commence à assister aux réunions du « Groupe ». C'est son association avec « Le Groupe » qui lui permet de publier son premier recueil en 1961.
Il épouse Jannice Henry, de Marlow, Buckinghamshire, en 1961 et ils ont deux filles. Durant cette période, il travaille dans la publicité et commence à trouver du travail dans la presse littéraire,. Jannice se suicide en 1974, ce qui affecte grandement l'œuvre de Porter, en particulier The Cost of Seriousness. En 1991, Porter épouse Christine Berg.
En 2001, il est nommé poète en résidence au Royal Albert Hall. En 2004, il est candidat au poste de professeur de poésie à l'Université d'Oxford. En 2007, il est nommé Compagnon de la Royal Society of Literature, un honneur accordé à un maximum de dix écrivains vivants.
Porter est décédé le 23 avril 2010, à l'âge de 81 ans, après avoir souffert d'un Cancer du foie pendant un an. Après l'annonce du décès de Porter en 2010, l'Australian Book Review (ABR) annonce qu'en son honneur, elle rebaptiserait son prix de poésie ABR en prix de poésie Peter Porter. Il est enterré du côté est du cimetière de Highgate.

## Poésie
Ses poèmes paraissent pour la première fois dans les numéros d'été 1958 et d'octobre 1959 de Delta. La publication de son poème Métamorphose dans le Times Literary Supplement en janvier 1960 fait connaître son œuvre à un public plus large. Son premier recueil, Once Bitten Twice Bitten, est publié par Scorpion Press en 1961. Il traverse des étapes poétiques distinctes, depuis les épigrammes et les satires de ses premières œuvres, Once Bitten Twice Bitten, jusqu'au mode élégiaque de ses œuvres ultérieures, The Cost of Seriousness et English Subtitles.
En 1983 Porter est juré du Prix Booker.
En 1983, il reçoit le Prix commémoratif Duff Cooper pour son premier recueil de poèmes, en 1988 le Prix de poésie Whitbread pour Automatic Oracle, en 1990, la Médaille d'or de l'Australian Literature Society pour Possible Worlds. En 2000, il reçoit la Médaille commémorative Philip Hodgins au Festival des écrivains de Mildura. En 2002, le Prix de poésie Forward pour Max Is Missing et la Médaille d'or de la Reine pour la poésie. En 2004, il reçoit la Médaille de l'Ordre d'Australie et en 2009 le Prix de poésie Age Book of the Year pour Better Than God.

## Sources
- When London Calls: The Expatriation of Australian Creative Artists to Britain, Cambridge University Press, 1999
- Kaiser, John R : Peter Porter : A Bibliography 1954 – 1986 Mansell, Londres et New York, 1990. (ISBN 0-7201-2032-2).
- Steele, Peter, Peter Porter : Oxford Australian Writers Oxford University Press, Melbourne, 1992. (ISBN 0-19-553282-1)